# N.
《N.》是一部由史蒂芬·金於2008年所著的短篇小說，原創小說收錄在短篇小說集《日落之後》內。

## 故事簡介
心理學家強尼意外身亡，他的妹妹在他的病人日誌中發現了奇怪的事情。強尼最後一個患者是一個強迫症患者，這個患者告訴強尼他去過一片神秘的草地後，他在那片草地上看到7塊石頭，不過在相機的景觀器中卻看到8塊，他認為這些石頭是封鎖異界的機關，他的入侵令機關失去功效，異界的怪物與他不時發生衝突，他最後死於自殺。強尼後來按捺不住，到病人所指的那片草地，結果發生了相同的怪事後死亡。而強尼的妹妹也步上兩人的後塵。